# Каждый вечер в одиннадцать
«Каждый вечер в одиннадцать» — советский художественный фильм 1969 года режиссёра Самсона Самсонова. 
Сценарий фильма написан Эдвардом Радзинским по мотивам рассказа азербайджанского писателя Анара «Я, ты, он и телефон».
Премьера состоялась 22 сентября 1969 года, фильм посмотрели 24,5 млн зрителей (29-я строчка кинопроката 1969 года).

## Сюжет
Как-то вечером, в компании своих друзей холостяк Стас ради развлечения позвонил по номеру, цифры которого назвали его друзья (1-3-2-7-1-6), поставив шуточное условие: «Если ответит женщина, ты на ней женишься». Отозвался в самом деле приятный женский голос. Стас не решился признаться своей компании в этом, снова захотел услышать его, но не мог вспомнить номер телефона. Тогда он попросил каждого вспомнить свою названную ранее цифру. Познакомившись с Людмилой, Стас понимает, что именно она женщина его мечты.

## В ролях
- Михаил Ножкин — Станислав Николаевич Николаев, научный сотрудник института, сомнолог
- Маргарита Володина — Люда, сотрудница машинописного бюро института
- Зоя Степанова — Света, бывшая возлюбленная Николаева (в титрах Э. Степанова)
- Лариса Виккел — Вика, знакомая Николаева
- Изольда Извицкая — Женя, знакомая Николаева, «мечтает иметь двойню»
- Алексей Головин — Витя, друг детства Николаева
- Михаил Бовин — Володя, друг детства Николаева
- Михаил Селютин — Миша, знакомый Николаева
- Светлана Кетлерова (в титрах С. Кетлярова)
- Антонина Цыганкова-Поволяева — Катя, сотрудница машинописного бюро института, флиртующая с Николаевым
- Виталий Копылов — сотрудник института
- Алла Будницкая — официантка в ресторане
- Ерванд Арзуманян — пианист в джаз-оркестре ресторана
- Леонид Каневский — саксофонист в джаз-оркестре ресторана (в титрах Л. Коневский)
- Виталий Киселёв — гитарист в джаз-оркестре ресторана
- Станислав Михин — гитарист в джаз-оркестре ресторана

#### В титрах не указаны
- Виталий Комиссаров — ударник в джаз-оркестре ресторана
- Елизавета Кузюрина — начальница машинописного бюро института
- Владимир Грамматиков — танцующий в ресторане
- Михаил Кислов — военнослужащий, танцующий в ресторане
- Наталья Гицерот — посетительница ресторана
- Маргарита Жарова — посетительница ресторана
- Валентина Ушакова — Валя, сотрудница машинописного бюро института

## Съёмочная группа
- Автор сценария: Эдвард Радзинский
- Режиссёр: Самсон Самсонов
- Оператор: Анатолий Петрицкий
- Художник: Ирина Лукашевич
- Композитор: Эдуард Артемьев
- Текст песни: Михаила Матусовского
- Звукооператор: Леонид Булгаков
- Дирижёр: Эмин Хачатурян
- Второй оператор: Владимир Чухнов

## Съёмки и прокат
Маргарита Володина: «Снимать будем уже холодной осенью, почти зимой, в Сочи. Гостиница большая, съёмочная группа, со всеми актёрами, техникой, гримёрами и костюмерами, разместилась в одном отеле. Закипела работа. В это время года было слишком сыро, и чтоб моя героиня не теряла вида, решено было сшить для меня маленький парик со стрижкой „под мальчика“. Позже мне рассказывали, что девчонки, придя в парикмахерскую, просили о причёске „под Володину“. Фасон этой стрижки не был оригинальным, но с экрана, наверное, впечатлял» .
Михаил Ножкин: «Очень люблю эту картину. Фильм прошёл, рецензии были так себе, средние, на четвёрку. А зрительский вал — фантастический. Мешки писем. Его смотрели по пять-шесть раз. Мы коснулись очень важной темы: как найти свою половину, создать семью, подойти к понравившейся девушке. Именно человеческая история людей тронула. Чистота отношений. И вот результат — через полгода пришло грозное письмо из Министерства связи в Союз кинематографистов: „Вы понимаете, что у нас уже полгода все телефонные линии с десяти вечера до часа ночи забиты? Никто не может дозвониться“. Ко мне столько раз люди подходили и говорили — мы благодаря вам и вашему фильму познакомились по телефону и очень дружно живём. Вы у нас как крёстный отец. Чистое влияние искусства».

## Критика
В конце декабря 1971 года секретарь Союза кинематографистов СССР Александр Караганов отмечал, что фильм (наряду с фильмами «Чудный характер», «Опасные гастроли») не был проанализирован критиками, а критика свелась «к более или менее остроумным рецензентным сарказмам», однако в этом фильме проявляются «вполне определенные представления о красоте, интеллигентности, морали, о границах искусства и его задачах».

## Песня
В фильме звучит песня «Говори со мной» в исполнении вокально-инструментального оркестра «ВИО-66» (музыка Эдуарда Артемьева, текст песни Михаила Матусовского).